# Amegilla rickae
Amegilla rickae är en biart som först beskrevs av Rayment 1951.  Amegilla rickae ingår i släktet Amegilla och familjen långtungebin. Inga underarter finns listade i Catalogue of Life.